# Henrieta Nagyová
Henrieta Nagyová, née le 15 décembre 1978 à Nové Zámky en Tchécoslovaquie (auj. en Slovaquie), est une joueuse de tennis slovaque, professionnelle de 1994 à 2006.
Pendant sa carrière, elle a remporté neuf titres en simple et quatre en double sur le circuit WTA.

## Palmarès

### Titres en simple dames
| No | Date       | Nom et lieu du tournoi               | Catégorie | Dotation  | Surface         | Finaliste            | Score         |          |
| -- | ---------- | ------------------------------------ | --------- | --------- | --------------- | -------------------- | ------------- | -------- |
| 1  | 16/09/1996 | Warsaw Cup by Heros, Varsovie        | Tier III  | 164 250 $ | Terre (ext.)    | Barbara Paulus       | 3-6, 6-2, 6-1 | Parcours |
| 2  | 17/11/1997 | Volvo Women’s Open, Pattaya          | Tier IV   | 107 500 $ | Dur (ext.)      | Dominique Monami     | 7-5, 6-7, 7-5 | Parcours |
| 3  | 27/07/1998 | Prokom Polish Open, Sopot            | Tier IV   | 107 500 $ | Terre (ext.)    | Elena Wagner         | 6-3, 5-7, 6-1 | Parcours |
| 4  | 03/08/1998 | Enka Ladies Open, Istanbul           | Tier IV   | 107 500 $ | Dur (ext.)      | Olga Barabanschikova | 6-4, 3-6, 7-6 | Parcours |
| 5  | 08/02/1999 | Nokia Cup, Prostějov                 | Tier IVb  | 112 500 $ | Moquette (int.) | Silvia Farina        | 7-6, 6-4      | Parcours |
| 6  | 08/05/2000 | Warsaw Cup by Heros, Varsovie        | Tier IVb  | 110 000 $ | Terre (ext.)    | Amanda Hopmans       | 2-6, 6-4, 7-5 | Parcours |
| 7  | 10/07/2000 | Internazionali Femminili, Palerme    | Tier IVb  | 110 000 $ | Terre (ext.)    | Pavlina Nola         | 6-3, 7-5      | Parcours |
| 8  | 06/11/2000 | Wismilak International, Kuala Lumpur | Tier III  | 170 000 $ | Dur (ext.)      | Iva Majoli           | 6-4, 6-2      | Parcours |
| 9  | 03/11/2003 | Volvo Women’s Open, Pattaya          | Tier V    | 110 000 $ | Dur (ext.)      | Ľubomíra Kurhajcová  | 6-4, 6-2      | Parcours |

### Finales en simple dames
| No | Date       | Nom et lieu du tournoi        | Catégorie | Dotation  | Surface      | Vainqueure     | Score         |          |
| -- | ---------- | ----------------------------- | --------- | --------- | ------------ | -------------- | ------------- | -------- |
| 1  | 21/07/1997 | Warsaw Cup by Heros, Varsovie | Tier III  | 164 250 $ | Terre (ext.) | Barbara Paulus | 6-4, 6-4      | Parcours |
| 2  | 28/07/1997 | Styria Open, Maria Lankowitz  | Tier IV   | 107 500 $ | Terre (ext.) | Barbara Schett | 3-6, 6-2, 6-3 | Parcours |
| 3  | 05/11/2001 | Volvo Women’s Open, Pattaya   | Tier V    | 110 000 $ | Dur (ext.)   | Patty Schnyder | 6-0, 6-4      | Parcours |
| 4  | 06/05/2002 | J&S Cup, Varsovie             | Tier III  | 170 000 $ | Terre (ext.) | Elena Bovina   | 6-3, 6-1      | Parcours |
| 5  | 21/07/2002 | Idea Prokom Open, Sopot       | Tier III  | 300 000 $ | Terre (ext.) | Dinara Safina  | 6-3, 4-0, ab. | Parcours |

### Titres en double dames
| No | Date       | Nom et lieu du tournoi              | Catégorie | Dotation  | Surface      | Partenaire      | Finalistes                          | Score     |          |
| -- | ---------- | ----------------------------------- | --------- | --------- | ------------ | --------------- | ----------------------------------- | --------- | -------- |
| 1  | 28/04/1997 | Croatian Ladies Open Bol            | Tier IV   | 107 500 $ | Terre (ext.) | Laura Montalvo  | Maria Jose Gaidano Marion Maruska   | 6-3, 6-1  | Parcours |
| 2  | 06/11/2000 | Wismilak International Kuala Lumpur | Tier III  | 170 000 $ | Dur (ext.)   | Sylvia Plischke | Liezel Huber Vanessa Webb           | 6-4, 7-64 | Parcours |
| 3  | 06/05/2002 | J&S Cup Varsovie                    | Tier III  | 170 000 $ | Terre (ext.) | Jelena Kostanić | Evgenia Kulikovskaya Silvija Talaja | 6-1, 6-1  | Parcours |
| 4  | 14/10/2002 | VUB Open Bratislava                 | Tier V    | 110 000 $ | Dur (int.)   | Maja Matevžič   | Nathalie Dechy Meilen Tu            | 6-4, 6-0  | Parcours |

### Finales en double dames
| No | Date       | Nom et lieu du tournoi               | Catégorie | Dotation  | Surface      | Vainqueures                       | Partenaire          | Score         |          |
| -- | ---------- | ------------------------------------ | --------- | --------- | ------------ | --------------------------------- | ------------------- | ------------- | -------- |
| 1  | 11/09/1995 | Warsaw Cup by Heros Varsovie         | Tier III  | 161 250 $ | Terre (ext.) | Sandra Cecchini Laura Garrone     | Denisa Szabová      | 5-7, 6-2, 6-3 | Parcours |
| 2  | 31/12/2001 | ASB Bank Classic Auckland            | Tier IV   | 140 000 $ | Dur (ext.)   | Nicole Arendt Liezel Huber        | Květa Hrdličková    | 7-5, 6-4      | Parcours |
| 3  | 29/04/2002 | Croatian Ladies Open Bol             | Tier III  | 170 000 $ | Terre (ext.) | Tathiana Garbin Angelique Widjaja | Elena Bovina        | 7-5, 3-6, 6-4 | Parcours |
| 4  | 31/03/2003 | GP Princesse Lalla Meryem Casablanca | Tier V    | 110 000 $ | Terre (ext.) | Gisela Dulko María Emilia Salerni | Elena Tatarkova     | 6-3, 6-4      | Parcours |
| 5  | 19/07/2004 | Internazionali Femminili Palerme     | Tier V    | 110 000 $ | Terre (ext.) | Anabel Medina Arantxa Sánchez     | Ľubomíra Kurhajcová | 6-3, 7-64     | Parcours |
| 6  | 25/04/2005 | Estoril Open Estoril                 | Tier IV   | 140 000 $ | Terre (ext.) | Li Ting Sun Tiantian              | Michaëlla Krajicek  | 6-3, 6-1      | Parcours |

## Parcours en Grand Chelem

### En simple dames
| Année | Open d'Australie | Open d'Australie  | Internationaux de France | Internationaux de France | Wimbledon       | Wimbledon         | US Open         | US Open           |
| ----- | ---------------- | ----------------- | ------------------------ | ------------------------ | --------------- | ----------------- | --------------- | ----------------- |
| 1996  | -                | -                 | 2e tour (1/32)           | M.J. Fernández           | 1er tour (1/64) | Nicole Arendt     | 2e tour (1/32)  | Lindsay Davenport |
| 1997  | 3e tour (1/16)   | M.J. Fernández    | 1er tour (1/64)          | Martina Hingis           | 1er tour (1/64) | Irina Spîrlea     | 2e tour (1/32)  | Joannette Kruger  |
| 1998  | 4e tour (1/8)    | Mary Pierce       | 4e tour (1/8)            | Venus Williams           | 2e tour (1/32)  | Steffi Graf       | 3e tour (1/16)  | Nathalie Tauziat  |
| 1999  | 2e tour (1/32)   | Jana Novotná      | 1er tour (1/64)          | Barbara Schett           | 1er tour (1/64) | Tatiana Panova    | 3e tour (1/16)  | Venus Williams    |
| 2000  | 1er tour (1/64)  | Nathalie Tauziat  | 1er tour (1/64)          | Magüi Serna              | 1er tour (1/64) | Jana Kandarr      | 2e tour (1/32)  | Jennifer Capriati |
| 2001  | 1er tour (1/64)  | Jennifer Capriati | 4e tour (1/8)            | Kim Clijsters            | 1er tour (1/64) | A. Serra Zanetti  | 3e tour (1/16)  | Kim Clijsters     |
| 2002  | 1er tour (1/64)  | Amy Frazier       | 1er tour (1/64)          | Virginie Razzano         | 1er tour (1/64) | Myriam Casanova   | 2e tour (1/32)  | Vera Zvonareva    |
| 2003  | 1er tour (1/64)  | Anna Kournikova   | 1er tour (1/64)          | Chanda Rubin             | 1er tour (1/64) | Anastasia Myskina | 1er tour (1/64) | Anastasia Myskina |
| 2004  | 1er tour (1/64)  | Silvia Farina     | 1er tour (1/64)          | Rita Grande              | 2e tour (1/32)  | Virginia Ruano    | 1er tour (1/64) | Vera Zvonareva    |

À droite du résultat, l’ultime adversaire.

### En double dames
| Année | Open d'Australie              | Open d'Australie           | Internationaux de France        | Internationaux de France    | Wimbledon                     | Wimbledon                  | US Open                       | US Open                      |
| ----- | ----------------------------- | -------------------------- | ------------------------------- | --------------------------- | ----------------------------- | -------------------------- | ----------------------------- | ---------------------------- |
| 1996  | -                             | -                          | 2e tour (1/16) Silke Meier      | Jana Novotná A. Sánchez     | 1er tour (1/32) Silke Meier   | R. Dragomir Ann Grossman   | 1er tour (1/32) Studeníková   | M. Hingis Helena Suková      |
| 1997  | 2e tour (1/16) Janet Lee      | Nicole Arendt M. Bollegraf | 3e tour (1/8) P. Schnyder       | G. Fernández N. Zvereva     | 1er tour (1/32) L. Montalvo   | L. Neiland Helena Suková   | 1er tour (1/32) P. Schnyder   | A. Coetzer Mary Pierce       |
| 1998  | 2e tour (1/16) M. Grzybowska  | L. Davenport N. Zvereva    | 1er tour (1/32) Barabanschikova | Meike Babel W. Probst       | -                             | -                          | 1er tour (1/32) J. Husárová   | S. Noorlander L. Pleming     |
| 2000  | 1er tour (1/32) Kim Clijsters | Shaughnessy Linda Wild     | 1er tour (1/32) A. Myskina      | Alina Jidkova Nadia Petrova | -                             | -                          | 1er tour (1/32) M. Maleeva    | Åsa Svensson S. Jeyaseelan   |
| 2001  | 2e tour (1/16) Giulia Casoni  | Petra Mandula P. Wartusch  | 3e tour (1/8) D. Hantuchová     | Anke Huber B. Schett        | 1/4 de finale Iva Majoli      | Lisa Raymond Rennae Stubbs | 1er tour (1/32) Iva Majoli    | L. Courtois Alicia Molik     |
| 2002  | 1er tour (1/32) Tulyaganova   | C. Martínez Magüi Serna    | 1er tour (1/32) K. Hrdličková   | Eva Bes L. Domínguez        | 2e tour (1/16) J. Kostanić    | Els Callens Shaughnessy    | 1/4 de finale E. Gagliardi    | Nadia Petrova Nicole Pratt   |
| 2003  | 2e tour (1/16) Maja Matevžič  | D. Hantuchová Shaughnessy  | 1/4 de finale Maja Matevžič     | Kim Clijsters Ai Sugiyama   | 1er tour (1/32) Maja Matevžič | N. Dechy Émilie Loit       | 3e tour (1/8) Maja Matevžič   | S. Kuznetsova Navrátilová    |
| 2004  | 1er tour (1/32) C. Fernández  | S. Kuznetsova Likhovtseva  | 2e tour (1/16) J. Kostanić      | B. Mattek A. Spears         | 1er tour (1/32) D. Chládková  | B. Stewart S. Stosur       | 1er tour (1/32) Ľ. Kurhajcová | E. Gagliardi A.-L. Grönefeld |

Sous le résultat, la partenaire ; à droite, l’ultime équipe adverse.

### En double mixte
| Année | Open d'Australie          | Open d'Australie       | Internationaux de France | Internationaux de France | Wimbledon                   | Wimbledon               | US Open | US Open |
| ----- | ------------------------- | ---------------------- | ------------------------ | ------------------------ | --------------------------- | ----------------------- | ------- | ------- |
| 2000  | -                         | -                      | -                        | -                        | 1er tour (1/32) Martin Damm | Julie Halard M. Llodra  | -       | -       |
| 2001  | -                         | -                      | -                        | -                        | 3e tour (1/8) Martin Damm   | K. Habšudová David Rikl | -       | -       |
| 2002  | 2e tour (1/8) Martin Damm | K. Srebotnik Bob Bryan | -                        | -                        | -                           | -                       | -       | -       |
| 2004  | -                         | -                      | -                        | -                        | 1er tour (1/32) D. Hrbatý   | An. Rodionova Andy Ram  | -       | -       |

Sous le résultat, le partenaire ; à droite, l’ultime équipe adverse.

## Parcours aux Jeux olympiques

### En simple dames
| # | Date       | Nom de l'olympiade   | Surface    | Résultat        | Ultime adversaire | Score    |          |
| - | ---------- | -------------------- | ---------- | --------------- | ----------------- | -------- | -------- |
| 1 | 19/09/2000 | Olympic Games Sydney | Dur (ext.) | 1er tour (1/32) | Venus Williams    | 6-2, 6-2 | Parcours |

## Parcours en Fed Cup
| #                                                                        | Date       | Lieu         | Surface         | Gagnante(s)                       | Perdante(s)                       | Score          |          |
|                                                                          |            |              |                 |                                   |                                   |                |          |
| 1995 - Barrage (groupe mondial II) - Paraguay - Slovaquie - 0 : 5        |            |              |                 |                                   |                                   |                |          |
| 1                                                                        | 22/07/1995 | Asuncion     | Terre (ext.)    | Henrieta Nagyová                  | Larissa Schaerer                  | 6-2, 6-1       | Parcours |
| 1                                                                        | 22/07/1995 | Asuncion     | Terre (ext.)    | Henrieta Nagyová                  | Magali Benitez                    | 6-4, 6-2       | Parcours |
|                                                                          |            |              |                 |                                   |                                   |                |          |
| 1996 - 1/4 de finale (groupe mondial II) - Bulgarie - Slovaquie - 0 : 5  |            |              |                 |                                   |                                   |                |          |
| 2                                                                        | 27/04/1996 | Plovdiv      | Terre (ext.)    | Henrieta Nagyová Radka Zrubáková  | Antoaneta Pandjerova Pavlina Nola | 5-7, 6-3, 6-1  | Parcours |
|                                                                          |            |              |                 |                                   |                                   |                |          |
| 1996 - Barrage (groupe mondial I) - Slovaquie - Pays-Bas - 2 : 3         |            |              |                 |                                   |                                   |                |          |
| 3                                                                        | 13/07/1996 | Bratislava   | Terre (ext.)    | Miriam Oremans                    | Henrieta Nagyová                  | 6-1, 6-4       | Parcours |
| 3                                                                        | 13/07/1996 | Bratislava   | Terre (ext.)    | Kristie Boogert                   | Henrieta Nagyová                  | 4-6, 6-1, 6-0  | Parcours |
|                                                                          |            |              |                 |                                   |                                   |                |          |
| 1997 - 1/4 de finale (groupe mondial II) - Slovaquie - Suisse - 2 : 3    |            |              |                 |                                   |                                   |                |          |
| 4                                                                        | 01/03/1997 | Košice       | Moquette (int.) | Henrieta Nagyová                  | Patty Schnyder                    | 6-3, 6-1       | Parcours |
|                                                                          |            |              |                 |                                   |                                   |                |          |
| 1997 - Barrage (groupe mondial II) - Slovaquie - Canada - 5 : 0          |            |              |                 |                                   |                                   |                |          |
| 5                                                                        | 12/07/1997 | Bratislava   | Terre (ext.)    | Henrieta Nagyová                  | Patricia Hy                       | 6-4, 6-3       | Parcours |
| 5                                                                        | 12/07/1997 | Bratislava   | Terre (ext.)    | Henrieta Nagyová                  | Rene Simpson                      | 6-0, 7-66      | Parcours |
|                                                                          |            |              |                 |                                   |                                   |                |          |
| 1998 - 1/4 de finale (groupe mondial II) - Argentine - Slovaquie - 1 : 4 |            |              |                 |                                   |                                   |                |          |
| 6                                                                        | 18/04/1998 | Buenos Aires | Terre (ext.)    | Henrieta Nagyová                  | Mariana Díaz-Oliva                | 6-2, 6-2       | Parcours |
| 6                                                                        | 18/04/1998 | Buenos Aires | Terre (ext.)    | Henrieta Nagyová                  | Florencia Labat                   | 7-5, 6-4       | Parcours |
|                                                                          |            |              |                 |                                   |                                   |                |          |
| 1998 - Barrage (groupe mondial I) - Slovaquie - Belgique - 4 : 1         |            |              |                 |                                   |                                   |                |          |
| 7                                                                        | 25/07/1998 | Bratislava   | Terre (ext.)    | Henrieta Nagyová                  | Sabine Appelmans                  | 7-5, 6-4       | Parcours |
| 7                                                                        | 25/07/1998 | Bratislava   | Terre (ext.)    | Henrieta Nagyová                  | Dominique Monami                  | 6-4, 6-3       | Parcours |
|                                                                          |            |              |                 |                                   |                                   |                |          |
| 1999 - 1/4 de finale (groupe mondial) - Suisse - Slovaquie - 0 : 5       |            |              |                 |                                   |                                   |                |          |
| 8                                                                        | 17/04/1999 | Zurich       | Moquette (int.) | Henrieta Nagyová                  | Cacilia Charbonnier               | 6-2, 5-7, 6-2  | Parcours |
| 8                                                                        | 17/04/1999 | Zurich       | Moquette (int.) | Henrieta Nagyová                  | Emmanuelle Gagliardi              | 3-6, 6-1, 6-3  | Parcours |
| 8                                                                        | 17/04/1999 | Zurich       | Moquette (int.) | Karina Habšudová Henrieta Nagyová | Laura Bao Cacilia Charbonnier     | 6-2, 7-67      | Parcours |
|                                                                          |            |              |                 |                                   |                                   |                |          |
| 2000 - Round robin (groupe mondial) - Slovaquie - Suisse - 1 : 2         |            |              |                 |                                   |                                   |                |          |
| 9                                                                        | 27/04/2000 | Bratislava   | Dur (int.)      | Emmanuelle Gagliardi              | Henrieta Nagyová                  | 5-7, 6-2, 6-1  | Parcours |
|                                                                          |            |              |                 |                                   |                                   |                |          |
| 2001 - 1er tour (groupe mondial) - Slovaquie - Hongrie - 4 : 1           |            |              |                 |                                   |                                   |                |          |
| 10                                                                       | 28/04/2001 | Bratislava   | Terre (ext.)    | Henrieta Nagyová                  | Anikó Kapros                      | 4-6, 6-2, 7-5  | Parcours |
| 10                                                                       | 28/04/2001 | Bratislava   | Terre (ext.)    | Henrieta Nagyová                  | Rita Kuti-Kis                     | 2-6, 7-68, 7-5 | Parcours |
|                                                                          |            |              |                 |                                   |                                   |                |          |
| 2001 - 1/4 de finale (groupe mondial) - Slovaquie - Russie - 2 : 3       |            |              |                 |                                   |                                   |                |          |
| 11                                                                       | 21/07/2001 | Bratislava   | Terre (ext.)    | Henrieta Nagyová                  | Lina Krasnoroutskaïa              | 6-4, 6-3       | Parcours |
| 11                                                                       | 21/07/2001 | Bratislava   | Terre (ext.)    | Elena Dementieva                  | Henrieta Nagyová                  | 6-3, 7-67      | Parcours |
| 11                                                                       | 21/07/2001 | Bratislava   | Terre (ext.)    | Elena Likhovtseva Nadia Petrova   | Karina Habšudová Henrieta Nagyová |                | Parcours |
|                                                                          |            |              |                 |                                   |                                   |                |          |
| 2002 - 1er tour (groupe mondial) - Slovaquie - Suisse - 3 : 2            |            |              |                 |                                   |                                   |                |          |
| 12                                                                       | 27/04/2002 | Bratislava   | Terre (ext.)    | Myriam Casanova                   | Henrieta Nagyová                  | 3-6, 6-3, 6-1  | Parcours |
|                                                                          |            |              |                 |                                   |                                   |                |          |
| 2002 - 1/4 de finale (groupe mondial) - Slovaquie - France - 4 : 1       |            |              |                 |                                   |                                   |                |          |
| 13                                                                       | 20/07/2002 | Bratislava   | Moquette (int.) | Janette Husárová Henrieta Nagyová | Nathalie Dechy Stéphanie Foretz   | 7-5, 6-0       | Parcours |
|                                                                          |            |              |                 |                                   |                                   |                |          |
| 2004 - Barrage (groupe mondial I) - Slovaquie - Biélorussie - 4 : 0      |            |              |                 |                                   |                                   |                |          |
| 14                                                                       | 10/07/2004 | Bratislava   | Terre (ext.)    | Henrieta Nagyová                  | Darya Kustova                     | 6-1, 7-5       | Parcours |

## Classements WTA en fin de saison

### En simple
| Année | 1994 | 1995 | 1996 | 1997 | 1998 | 1999 | 2000 | 2001 | 2002 | 2003 | 2004 | 2005 | 2006 |
| Rang  | 379  | 137  | 37   | 35   | 28   | 34   | 41   | 25   | 59   | 91   | 154  | 163  | 201  |

Source : (en) « Classements de Henrieta Nagyová », sur le site officiel du WTA Tour

### En double
| Année | 1994 | 1995 | 1996 | 1997 | 1998 | 1999 | 2000 | 2001 | 2002 | 2003 | 2004 | 2005 | 2006 |
| Rang  | 431  | 95   | 122  | 70   | 172  | 120  | 110  | 53   | 52   | 58   | 102  | 164  | 235  |

Source : (en) « Classements de Henrieta Nagyová », sur le site officiel du WTA Tour